# Гаращенко Олена Миколаївна
Оле́на Микола́ївна Гара́щенко (нар. 19 грудня 1950) — український бібліотекознавець, директор Кіровоградської обласної універсальної наукової бібліотеки імені Д. І. Чижевського (з 1998), член Кіровоградської регіональної, української та американської бібліотечних асоціацій, голова обласної інформаційної служби з актуальних питань жіноцтва.

## Життєпис
Освіта — Кіровоградський державний педагогічний інститут імені О. С. Пушкіна (1971 рік), Київський державний інститут культури імені О. Корнійчука (1985 рік).
Неодноразово підвищувала свій фаховий рівень в навчальних закладах України та за кордоном, зокрема, у США, Фінляндії, Бельгії, Данії, Швеції, Угорщині, Польщі, Латвії.
Набуті знання та перейнятий досвід Олена Миколаївна запроваджує в роботі бібліотек області та громадській діяльності.
З 1997 до 2010 років Олена Миколаївна очолювала Кіровоградську регіональну бібліотечну асоціацію .
2010 року Міністерство культури і туризму України включило О. М. Гаращенко до складу Ради з питань розвитку бібліотечної справи.

## Відзнаки
Нагороджена:
- Численними подяками Кабінету Міністрів України,

- Почесною відзнакою Міністерства культури і мистецтв України з Дипломом «Найкращий директор обласної універсальної наукової бібліотеки» (2004),

- «Заслужений працівник культури України» (2005),

- Лауреат обласної краєзнавчої премії імені Володимира Ястребова (2010),

- Кавалер ордена княгині Ольги III ступеня (2011).

Відзначена Подяками та Почесними грамотами Центрального комітету профспілки працівників культури України, обласної ради та обласної державної адміністрації.